# Longa
Longa – miasto w Angoli, w prowincji Cuando-Cubango.